# (9722) Levi-Montalcini
(9722) Levi-Montalcini est un astéroïde de la ceinture principale.

## Description
(9722) Levi-Montalcini est un astéroïde de la ceinture principale. Il fut découvert le 4 mars 1981 à La Silla par Henri Debehogne et Giovanni de Sanctis. Il présente une orbite caractérisée par un demi-grand axe de 2,41 UA, une excentricité de 0,18 et une inclinaison de 1,2° par rapport à l'écliptique.

## Compléments